# Estación de Sabadell Norte (FGC)
Sabadell Norte (en catalán y oficialmente, Sabadell Nord; inicialmente denominada Plaça de Espanya) es una estación ferroviaria subterránea situada en la ciudad española de Sabadell, en la provincia de Barcelona, comunidad autónoma de Cataluña. Forma parte de la línea S2 de la línea Barcelona-Vallés de Ferrocarriles de la Generalidad de Cataluña. La estación hace de intercambiador con la estación de Sabadell Norte de Adif, donde confluyen las líneas R4 y R12 de Rodalies de Catalunya, operadas por Renfe. En 2018 registró un tráfico de 603 397 usuarios.

## Situación ferroviaria
Se encuentra ubicada en el punto kilométrico 12,535 de la línea férrea de ancho internacional original San Cugat-Sabadell (sin pasar por la Autónoma). El tramo es de vía doble y está electrificado.

## Historia
La estación fue abierta al público el 20 de julio del 2017 con la prolongación del ramal de Sabadell desde la estación de Sabadell Plaza Mayor hasta Sabadell Parque del Norte.

## La estación
Se encuentra al norte de Sabadell en el subsuelo de la Avenida Josep Tarradellas, entre la calle de la Previsión y la Plaza de España. Cuenta con tres niveles. En el primero se encuentra el vestíbulo de interconexión, que comunica directamente con la estación de Adif. En el segundo se encuentran las máquinas de autoventa de billetes, las barreras tarifarias de control de accesos y los aseos adaptados, entre otras dependencias. En el tercero están las dos vías generales con un andén central de 9 metros de ancho y 114,6 de longitud (154 m contando tramos de acceso no público). Ascensores, escaleras fijas y escaleras mecánicas de subida permiten la comunicación entre cada nivel.

## Servicios ferroviarios
El horario de la estación se puede descargar en el siguiente enlace. El plano de las líneas del Vallés en este enlace. El plano integrado de la red ferroviaria de Barcelona puede descargarse en este enlace.
| << cabecera                   | < estación | línea | estación >                | cabecera >>               |
| ----------------------------- | ---------- | ----- | ------------------------- | ------------------------- |
| Línea Barcelona-Vallés de FGC |            |       |                           |                           |
| Barcelona-Plaza de Cataluña   | Cruz Alta  |       | Sabadell Parque del Norte | Sabadell-Parque del Norte |